# LISA

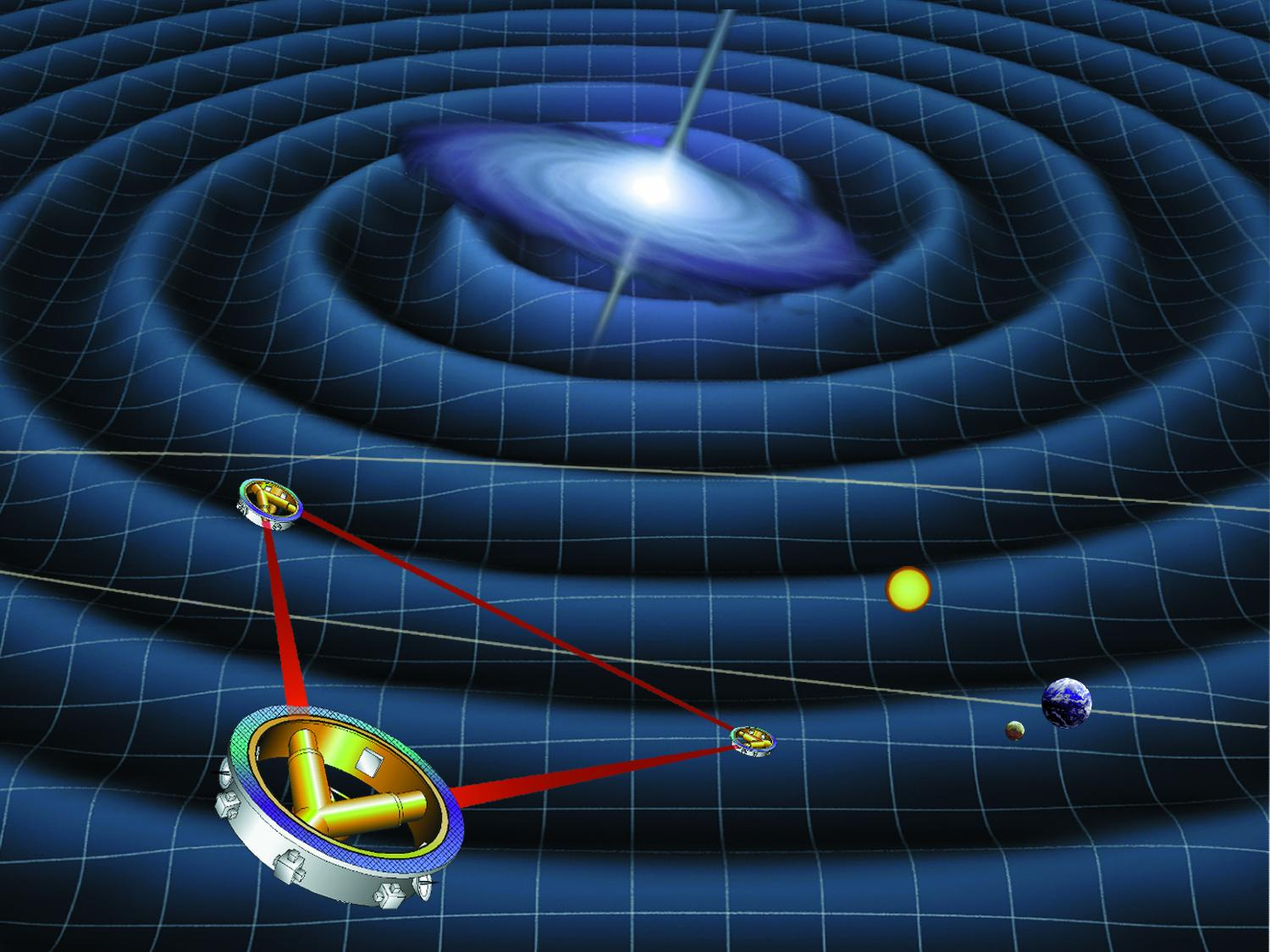
A LISA művészi ábrázolása

A LISA (Laser Interferometer Space Antenna) egy világűrbe tervezett gravitációs hullám-detektor.

## Működése
A gravitációs hullámok észlelése a földi detektorokhoz hasonlóan működne: 3 műholdat egymástól 2,5 millió kilométerre helyeznének fel, melyek a Föld pályáján, de a Föld mögött 20°-kal, heliocentrikus pályán keringenének. A gravitációs hullámok a műholdak közötti távolságok precíz nyomon követése útján válnak észlelhetővé.
A LISA, bár a világűrben kering majd, ahol sokkal kevesebb egyéb terhelés éri érzékeny detektorait, mégsem lesz érzékenyebb a földi detektoroknál, mert a hajtóművek, berendezések működése növeli a zajszintet és a háromszög alakzatot is fenn kell tartani.
A LISA segítségével többek között érzékelhetők lesznek majd a következő objektumok által kibocsátott gravitációs hullámok:
- Galaktikus kompakt kettőscsillagok (fehér törpék, neutroncsillagok, fekete lyukak)[1]
- Szupernagy tömegű feketelyuk-kettősök[1]
- Extrém tömegarányú kettőscsillagok[1]

## Története, tervek
- 2007. „Beyond Einstein” döntés[3]
- 2011. LISA Pathfinder[4]
- 2017. Az Európai Űrügynökség kiválasztja a LISA küldetést[5]